# Olivier Kaisen
Olivier Kaisen (Namur, 30 d'abril de 1983) és un ciclista belga, professional des del 2005 fins al 2014. En el seu palmarès destaquen un parell de campionats nacionals en categories inferiors i una etapa de la Volta a Turquia.
Es va casar amb la també ciclista Ludivine Henrion.

## Palmarès
- 2001
  -  Campió de Bèlgica en contrarellotge júnior
- 2003
  -  Campió de Bèlgica sub-23 en contrarellotge
  - Vencedor d'una etapa al Triptyque des Barrages
- 2004
  - 1r a la Crono de les Nacions sub-23
- 2007
  - 1r al Gran Premi Gerrie Knetemann
- 2009
  - Vencedor d'una etapa a la Volta a Turquia

### Resultats al Giro d'Itàlia
- 2009. 159è de la classificació general
- 2010. 122è de la classificació general
- 2011. 141è de la classificació general
- 2012. 142è de la classificació general

### Resultats a la Volta a Espanya
- 2006. 110è de la classificació general
- 2008. 92è de la classificació general
- 2009. 86è de la classificació general
- 2010. 125è de la classificació general
- 2011. 62è de la classificació general